# 硝基咪唑
硝基咪唑（nitroimidazole）是一群由咪唑环和至少一个硝基取代基组成的有机化合物，也常指代结构中含有硝基咪唑的抗生素类，这些抗生素通常包括5-硝基咪唑位置异构体。
5-硝基咪唑（5-nitroimidazole）是一种有机化合物，为硝基咪唑的同分异构体之一，化学式为C3H3N3O2。它可由咪唑在硝酸-硫酸中的硝化反应制备。5-硝基咪唑可以进一步发生硝化反应，生成4,5-二硝基咪唑。

具有取代基编号惯例的咪唑键线式，图示咪唑环上的位置编号

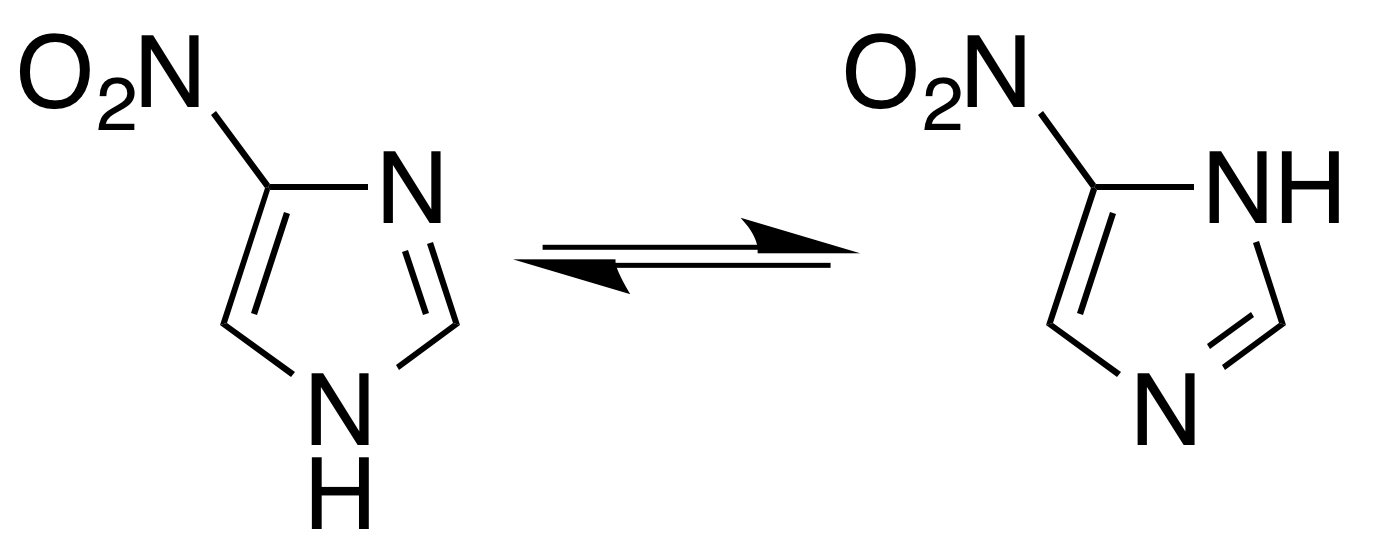
4-硝基咪唑（图左）与5-硝基咪唑（图右）互变异构的键线式